# سوث دندلوپ ریور
سوث دندلوپ ریور (به انگلیسی: South Dandalup River) رودخانه‌ای است که در استرالیا جریان دارد.